# 다카마쓰 고분

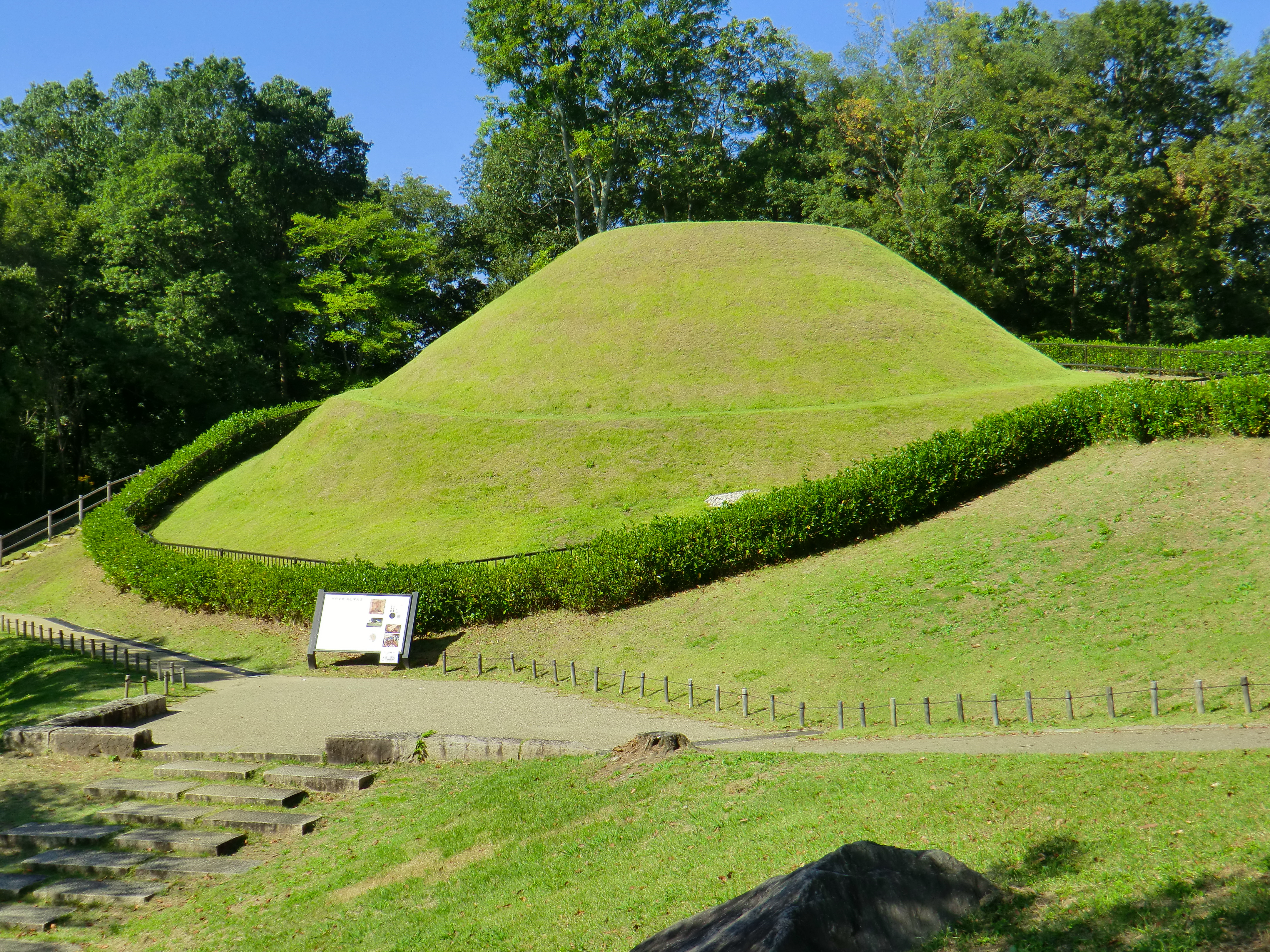
다카마쓰 고분

다카마쓰 고분(高松塚古墳)은 일본 나라현 다카이치군 아스카촌(국영 아스카 역사공원내)에 위치한 고분이다. 후지와라쿄우기(藤原京期, 694년 ~ 710년)에 축조된 종말기(終末期) 고분으로, 하단 지름이 23m, 상단 지름이 18m, 높이 5m의 2단식 원형 고분이다. 1972년에 극채색(짙은 채색)의 벽화가 발견되어 주목받았다.

## 발굴조사
다카마쓰 고분의 발굴조사는 1972년 3월 1일부터 개시되었다. 1970년 10월경 마을 사람이 생강을 저장하려고 굴을 파다가, 내부에서 오래된 다듬어진 돌을 발견한 것이 발굴을 시작한 계기가 되었다. 현지의 사람들이 아스카 마을을 움직여, 아스카 마을의 자금으로 나라현립 가시하라 고고학연구소(橿原考古学研究所)가 발굴조사를 담당하게 되었다. 당시 아스카 마을에서는 마을이 발족한 15주년을 기념하여 마을 역사를 편찬하기 위해 조사되지 않은 유적의 발굴을 진행하였고, 다카마쓰의 발굴도 그 일환이었다. 나라 현립 가시하라 고고학 연구소 소장인 스에나가 마사오(末永雅雄)의 지휘하에, 현장에서의 발굴은 다테 무네야스(伊達宗泰)와 간사이 대학의 조교수인 아보시 요시노리(網干善教)를 중심으로 한 간사이 대학교 류우코쿠 대학의 연구자와 학생 팀에 의해 시행되었다. 석실이 발견되고, 선명하게 채색된 벽화가 발견된 것은 같은해 3월 21일경이었다. 고분은 1973년 4월 23일, 특별사적(特別史跡)으로, 그리고, 극채색벽화는 1974년 4월 17일에 일본의 국보로 지정되었다.
고분은 가마쿠라 시대 즈음에 도굴되어 석실의 남쪽 벽에는 도굴 구멍이 나 있었으나, 벽화의 채색은 선명하게 남아 있었고, 도굴을 피한 부장품의 일부도 발견되었다. 극채색화의 출현은 일본 고고학사상 드물게 볼 수 있는 대발견으로서, 문화청(文化庁)은 곧바로 벽화의 보존 대책과 연구조사에 들어갔다. 다카마쓰 고분 응급보존대책조사회가 설치되어, 발견으로부터 1개월도 지나지 않은 1972년 4월 6일과 4월 17일에 처음으로 학술조사가 실시되었다. 또한, 응급보존대책조사회에는 별도로 고고학, 미술사, 보존과학 등의 전문가로 구성된 다카마쓰 고분 총합학술조사회(高松塚古墳総合学術調査会)가 설치되어 1972년 10월에 학술조사가 실시되었다.
한편, 다카마쓰 고분의 매장 시설의 고고학적 분류는 ‘요코구치시키세카쿠(横口式石槨, 횡구식 석곽)’로 불린다.(본 문서에서는 일반적으로 ‘석실’이라 부르기로 한다.)

## 추정 시대
도굴을 피해 남아 있는 동경(청동 거울) 등으로부터 7세기로부터 8세기 초의 종말기로 추정되었으나, 2005년의 발굴조사에 의해, 후지와라쿄우기(藤原京期, 694년 ~ 710년)의 기간으로 확정되었다.

## 석실과 벽화
석실은 응회암을 자른 돌을 짜맞춘 것으로, 남쪽에 묘도(墓道)가 있고, 남북 방향에 긴 평면이다. 석실의 남북 길이는 안쪽 치수가 약 265cm, 동서의 폭은 약 103cm, 높이는 약 113cm로, 어른 2명이 몸을 굽혀 겨우 들어갈 수 있을 정도의 작은 공간이다. '횡구식 석곽'으로 불리는 계통에 포함되어, 평평한 바닥돌의 위에 판석을 짜맞추어 만들어졌다.
벽화는 석실의 동벽·서벽·북벽·천정의 4면에 있으며, 다듬어진 돌 위에 두께 수 mm의 회반죽을 바른 위에 그려져 있다. 벽화의 소재는 인물상, 해와 달, 사신과 별자리이다. 동벽에는 앞에서부터 남자 군상, 청룡과 그 위로 해, 여자 군상이 그려졌고, 서벽에는 이와 대비되어 앞에서부터 남자 군상, 백호, 그 위에 달, 여자 군상이 그려졌다. 남자·여자의 군상은 모두 4인으로 구성되어, 모두 16명의 인물이 그려져 있다. 그 중에서 서벽의 여자 군상이 발견 당시에는 색체가 선명하여 역사 교과서 앞쪽에 '아스카 미인(飛鳥美人)'이라는 명칭으로 컬러 사진으로 소개되기도 하였다. 인물 군상이 지닌 것들은 죠우간 의식(貞観儀式)에서 보이는 신년 하례의 의식에 참석하는 시중 드는 사람의 것과 일치한다. 이러한 신년 하례의 의식에는 해와 달, 사신의 기(幡)도 세워진다.
안쪽의 북벽에는 현무가 그려졌고, 천정에는 별자리가 그려졌다. 남벽에는 주작이 그려져 있었을 가능성이 높으나, 가마쿠라 시대의 도굴시 소실된 것으로 여겨진다. 천장의 그림은, 원형의 금박으로 별이 표시되고, 별과 별의 사이에는 붉은 선으로 이어진 별자리가 표시되었다. 중앙에는 북극오성과 사보성, 그 주위로 이십팔수가 표시되어 있다.
석실에 놓인 관은, 도굴되었어도 관의 조각 등 일부 부장품이 남아 있었다.

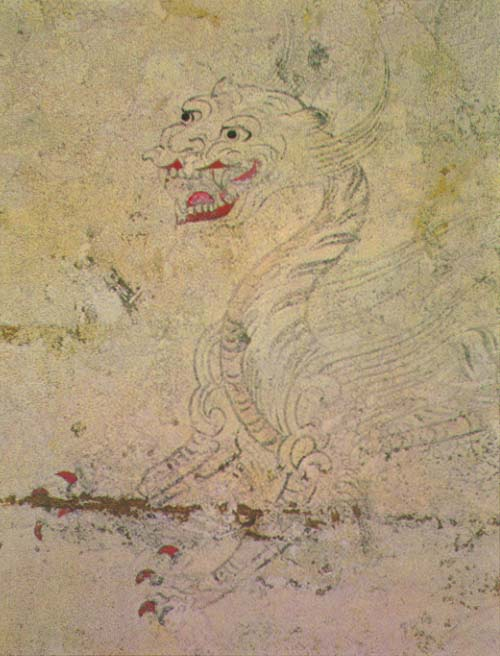
백호
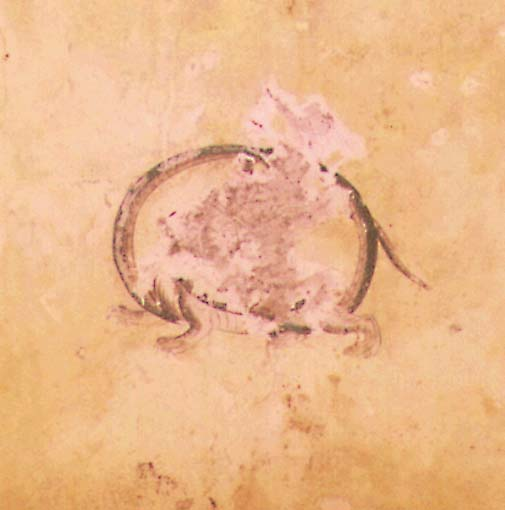
현무
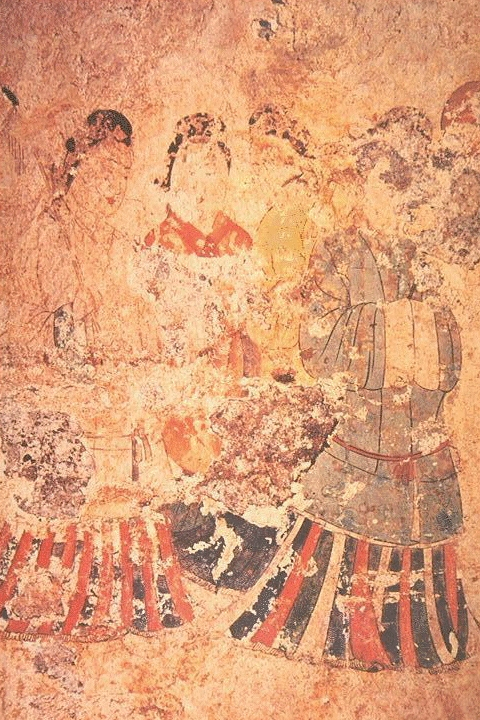
여자 군상

벽화는 발견 이후로 열화(劣化)되었고, 2007년에 해체하여 복원중이다.

## 같이 보기
- 기토라 고분

## 참고 문헌
- 《高松塚古墳》, 大塚初重 감수, 森岡秀人·網干善教 저（日本の古代遺跡を掘る6）, 요미우리신문사, 1995년
- 《高松塚古墳は守れるか 保存科学の挑戦》, 毛利和雄（NHKブックス）, 일본방송출판협회, 2007년